# میهالی کچکش
میهالی کچکش (انگلیسی: Mihalj Kečkeš؛ ۲۴ سپتامبر ۱۹۱۳ – ۳۱ دسامبر ۱۹۸۵) بازیکن فوتبال اهل یوگسلاوی بود.